# Dolores Nunes
Maria das Dores Braga Nunes, mais conhecida como Dolores Nunes (Natividade, 4 de abril de 1941 – Palmas, 8 de setembro de 2023) foi uma advogada e política brasileira que foi eleita a primeira deputada estadual e a primeira deputada federal do Tocantins.

## Dados biográficos
Filha de Ismael Pacini Costa e Ana Braga Costa. Advogada formada em 1979 pela Faculdade Anhanguera em Goiânia, casou-se com Jacinto Nunes da Silva que em 1982 foi eleito prefeito de Gurupi e durante o mandato foi primeira-dama, Secretária municipal do Desenvolvimento Social e presidente da Fundação Educacional de Gurupi. No primeiro ano do governo Henrique Santillo, governador de Goiás de 1987 a 1991, foi Secretária de Desenvolvimento Social. Filiando-se ao PMDB e ao PST, foi eleita a primeira deputada estadual pelo Tocantins em 1990 e em 1994 deputada federal pelo PP entrando no PPB durante a legislatura.
Não foi reeleita pelo PFL em 1998 e no ano 2000 perdeu as eleições para a prefeitura de Gurupi pelo PMDB. Não foi reeleita deputada federal em 2002 e 2006.
Seu último cargo público foi o de secretária do Trabalho e Desenvolvimento Social no governo Carlos Gaguim (2009-2010) e em 2012 foi eleita vice-prefeita de Gurupi, reelegendo-se em 2016. Mãe de Josi Nunes, que também foi deputada federal.
Faleceu em 8 de setembro de 2023 após 26 dias de internação em Palmas, ela lutava com complicações da COVID-19,  sofreu uma parada cardíaca e não resistiu.